# Nationaal park Bükk
Het Nationaal park Bükk (Hongaars: Bükki Nemzeti Park) is een van de tien nationale parken van Hongarije. Het beslaat het centrale gedeelte van het Bükkgebergte, een middelgebergte in het noordoosten van het land, bestuurlijk behorend tot de comitaten Borsod-Abaúj-Zemplén en Heves.
De Bükk was toen het in 1977 werd ingesteld het derde nationale park van Hongarije. Het omvatte aanvankelijk een gebied van 387,74 km²; in 1984 en in 1996 werd het uitgebreid tot de huidige 418,34 km². Hiervan is 94,3% bedekt met bos. Achttien gebieden van in totaal circa 6000 hectare staan onder strikte bescherming. Hiertoe behoren 52 grotten, waaronder de diepste van Hongarije, de 250 m diepe István-Lápa-grot.